# 1320 w polityce

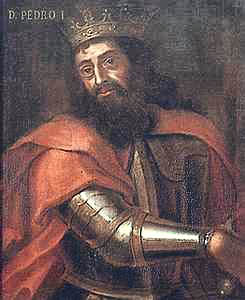
Piotr I Sprawiedliwy, król Portugalii

Wydarzenia polityczne w 1320 roku.

## Wydarzenia
- 20 stycznia Władysław I Łokietek koronuje się na króla Polski[1][2].
- 14 kwietnia Początek procesu w Inowrocławiu przeciwko Krzyżakom, którzy zagarnęli Pomorze Gdańskie[2].
- 2 czerwca Sojusz Krzyżaków z Warcisławem IV i biskupem kamieńskim Konradem wymierzony we Władysława Łokietka[3].
- 6 lipca ślub Elżbiety Łokietkówny i Karola Roberta w Budzie jako skutek zawartego przymierza polsko-węgierskiego[3].
- Pogromy Żydów w południowej Francji dokonane przez „pastuszków”[4].

## Urodzili się
- 8 kwietnia Piotr I Sprawiedliwy, król Portugalii (zm. 1367)[5].
- Waldemar Atterdag, król Danii[6].
- Bodzanta, arcybiskup gnieźnieński[7].

## Zmarli
- 7 lutego Jan Muskata biskup krakowski, znany jako przeciwnik Władysława Łokietka i zwolennik czeskich rządów w Polsce[8].
- 12 października Michał IX Paleolog, współcesarz bizantyjski[9].